# Lindsey Park
Pour les articles homonymes, voir Park.
Lindsey Park est une femme politique provinciale canadienne de l'Ontario.

## Biographie
Park étudie à l'Université de Wayne State de Détroit où elle joue au hockey dans la Division I (NCAA). Plus tard, elle étudie le droit à l'Université d'Ottawa.

## Politique
Elle est élue députée progressiste-conservateur de la circonscription de Durham en 2018. Elle démissionne du caucus progressiste-conservateur en octobre 2021 et ne se représente pas pour l'élection de 2022.